# Ktuts-Kloster
Koordinaten: 38° 36′ 31,7″ N, 43° 5′ 2,2″ O

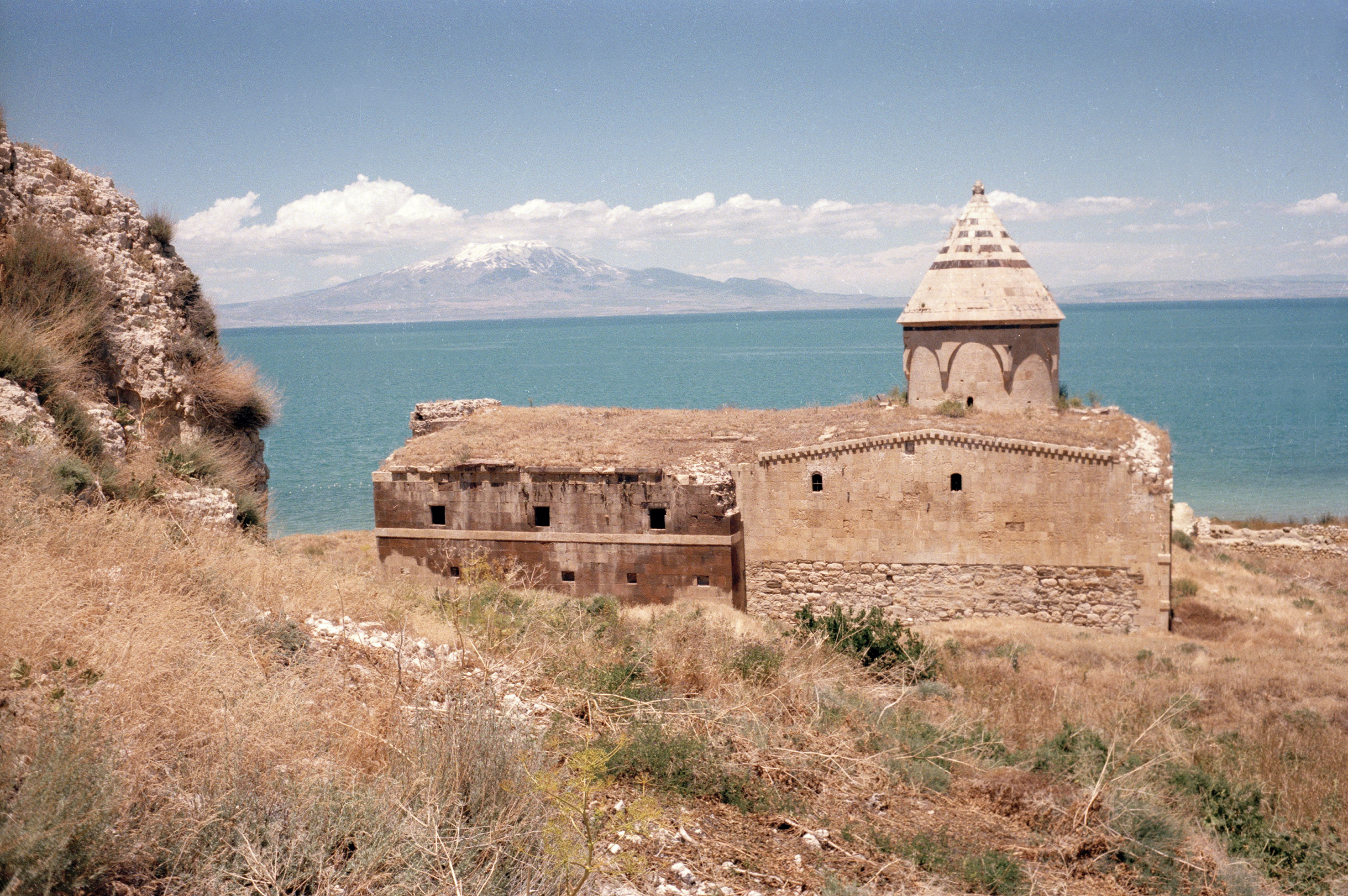
Ktuts-Kloster mit dem Berg Sipan im Hintergrund (1986)

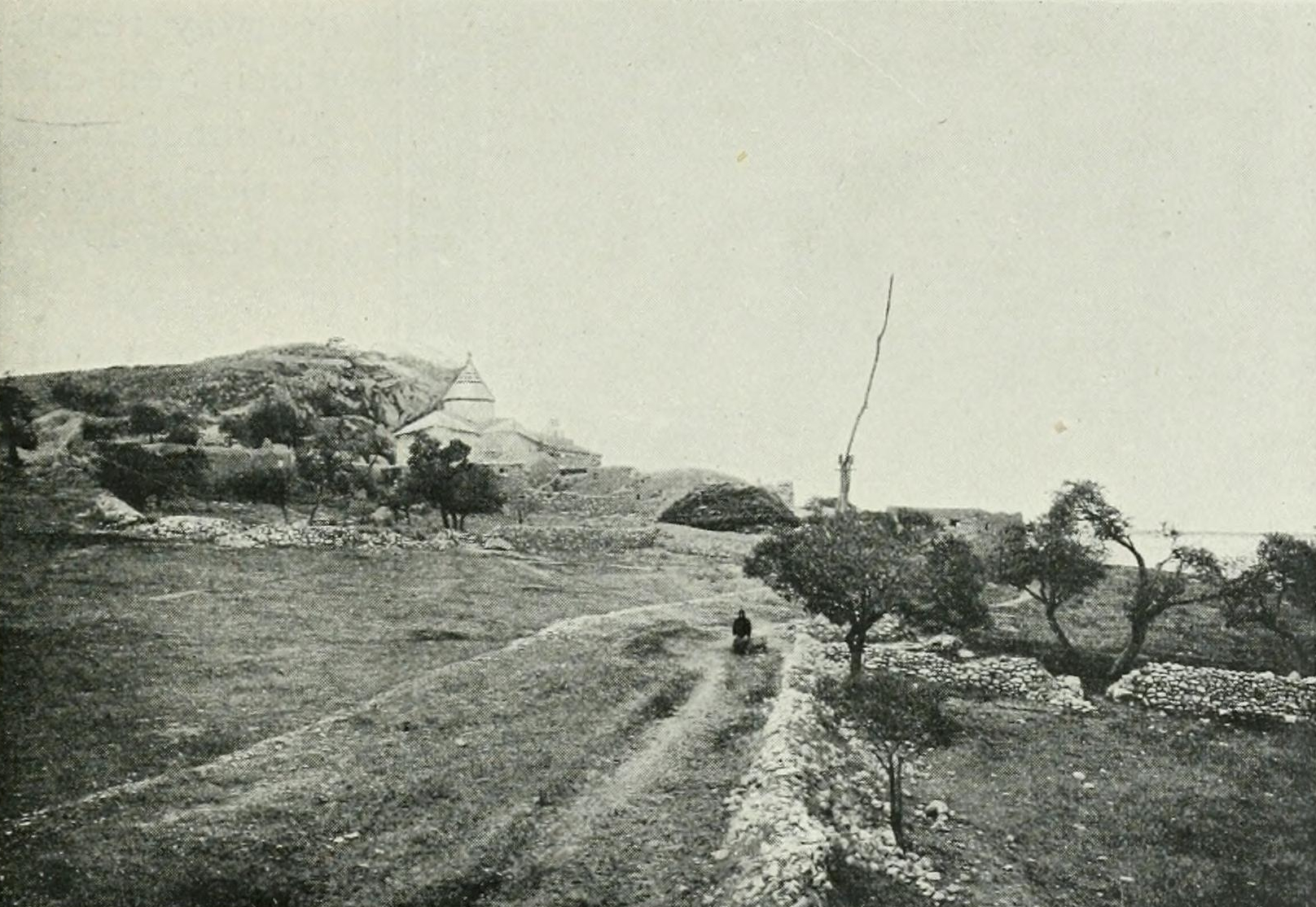
Das Kloster von H. F. B. Lynchs Armenia, travels and studies (1901)

Das Ktuts-Kloster (armenisch Կտուց Անապատ, Ktuz Anapat, „Einsiedelei des Horns“) ist ein verlassenes Armenisch-Apostolisches Kloster aus dem 15. Jahrhundert in der Provinz Van im Südosten der Türkei.
Das Kloster von Ktuts befindet sich auf der kleinen Insel Çarpanak, die inmitten des Vansees liegt. Das Kloster ist seit dem 15. Jahrhundert belegt, die existierenden Gebäudereste – eine Täuferkirche (Surb Hovhannes) mit vorgelagertem Gawit und einer im Norden angebauten Kapelle – stammen aus dem 18. Jahrhundert.
Während der Massaker an den Armeniern 1894–1896 diente das Kloster zahlreichen verfolgten armenischen Christen als Zufluchtsort. 1917 verschafften sich die türkischen Gendarmen Zugang zum Kloster und deportierten sämtliche Armenier.

## Galerie

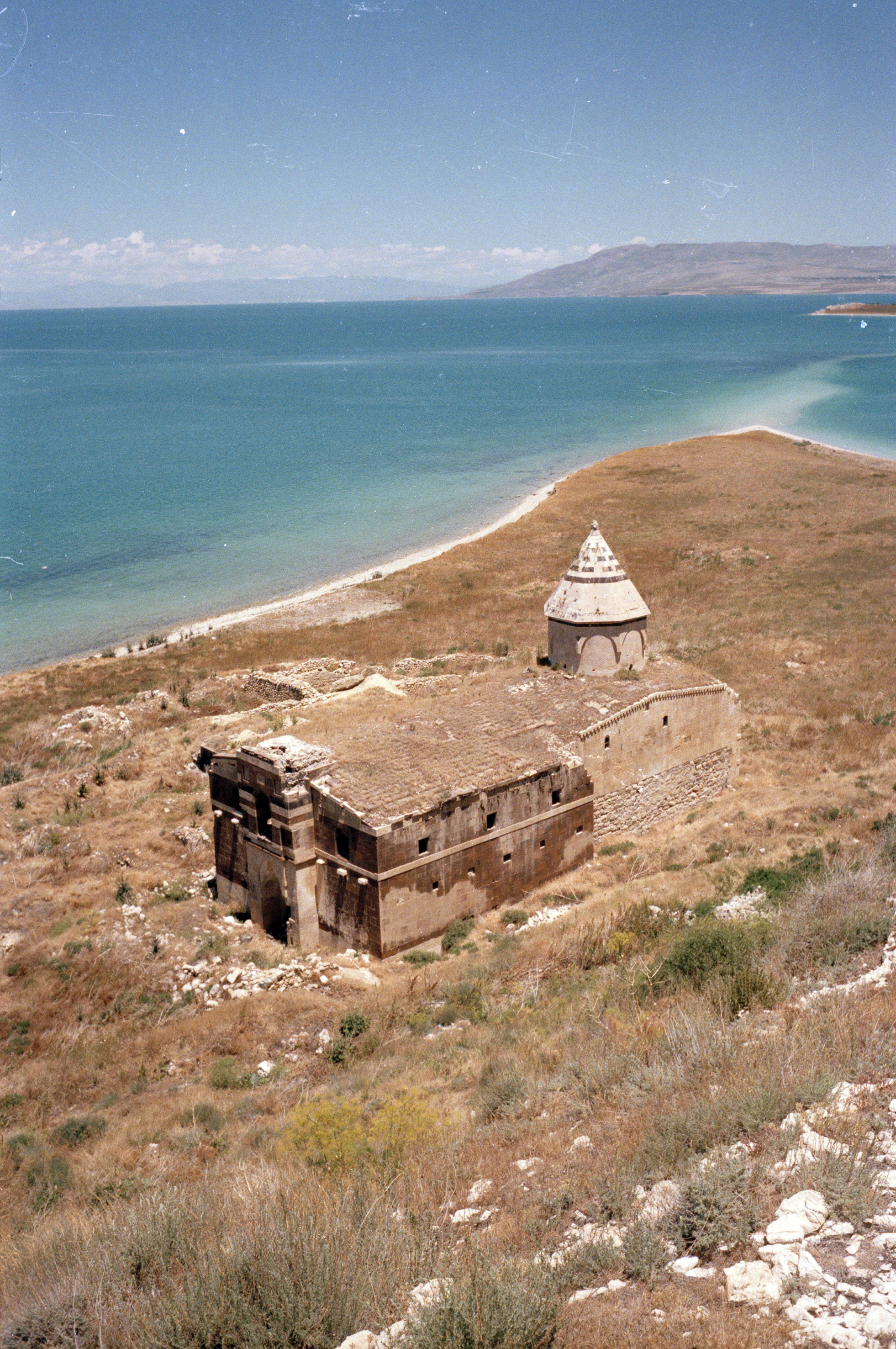
Ktuts-Kloster im Vansee
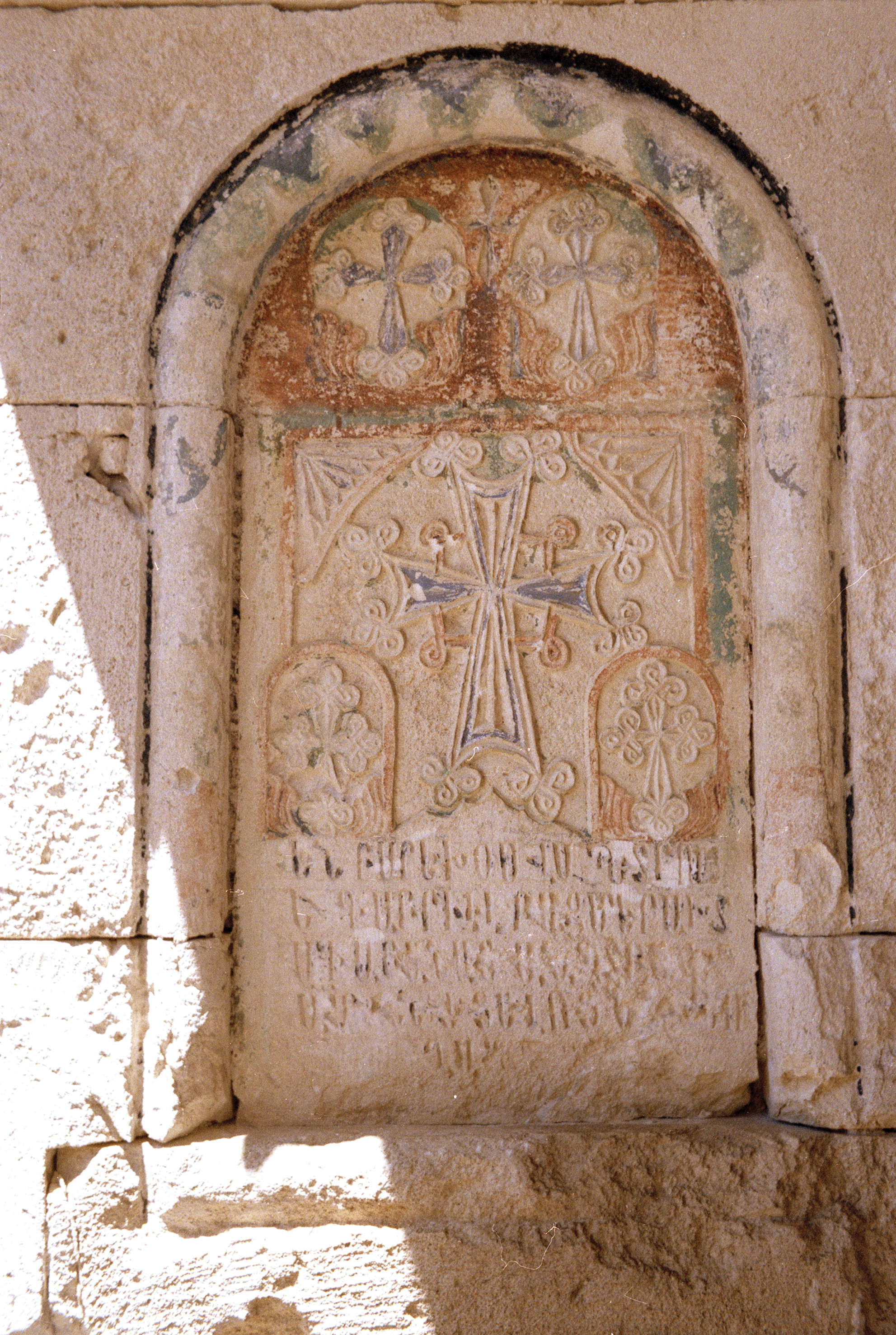
armenische Kreuzsteine beim Kloster